# Gare de Gochaku
La gare de Gochaku (御着駅, Gochaku-eki) est une gare ferroviaire localisée dans la ville d'Himeji, dans la préfecture de Hyōgo au Japon. La gare est exploitée par la compagnie JR West, sur la ligne Sanyō (ligne JR Kobe). Le numéro de gare est JR-A83.

## Situation ferroviaire
Établie à 12 mètres d'altitude, la gare de Gochaku est située au point kilométrique (PK) 50.5 de la ligne Sanyō.

## Histoire
Le 18 avril 1900, la gare est inaugurée par la Sanyo Railway entre les gares d'Himeji et Sone (appelée Amida à l'époque). Le 17 janvier 1995, la gare est fermée à cause du séisme de 1995 à Kobe. En 2003, la carte ICOCA devient utilisable en gare.
En 2014, la fréquentation journalière de la gare était de 2 716 personnes
| 2010  | 2011  | 2012  | 2013  | 2014  |
| 2 585 | 2 601 | 2 610 | 2 744 | 2 716 |

## Service des voyageurs

### Accueil
La gare dispose de billetterie automatique verte pour l'achat de titres de transport pour shinkansen et train express. La carte ICOCA est également possible pour l’accès aux portillons d’accès aux quais.

### Desserte
La gare de Gochaku est une gare disposant de deux quais et de trois voies. La desserte est effectuée par des trains rapides ou locaux.
Les voies 1 et 3 sont les voies principales de la gare, alors que la voie 2 est une voie de garage commune aux deux autres voies.
| N° de voie | Ligne     | Direction           |
| ---------- | --------- | ------------------- |
| 1          | A JR Kobe | Sannomiya - Ôsaka   |
| 2・3       | A JR Kobe | Himeji - Banshū-Akō |

### Intermodalité
Un arrêt de bus du réseau Shinki Bus est  également disponible près de la gare.
La gare permet d'accéder à plusieurs lieux remarquables :
- Le temple d'Harimakokubun-ji
- Le château de Gotachu

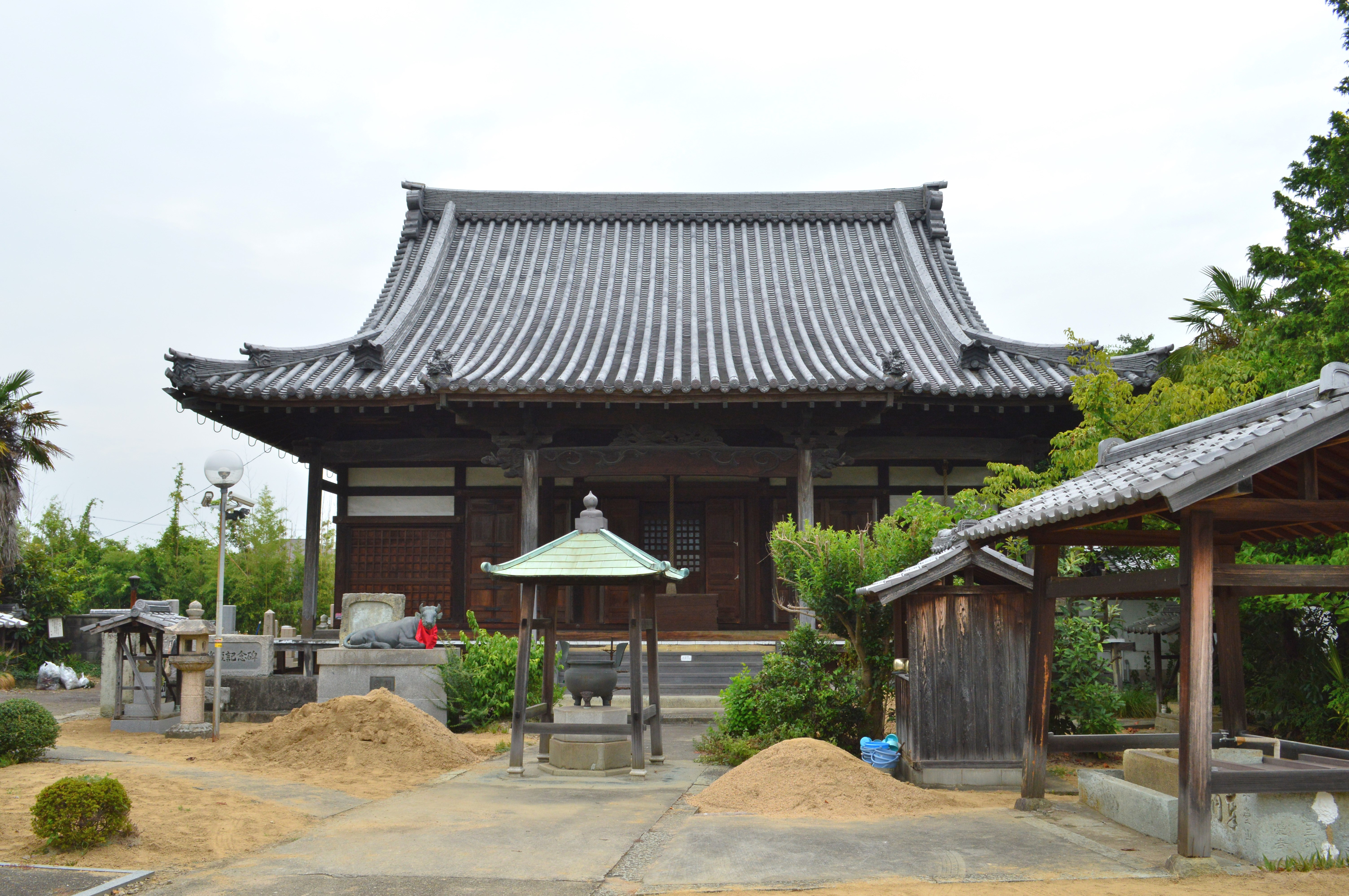
Le temple d'Harimakokubun-ji.
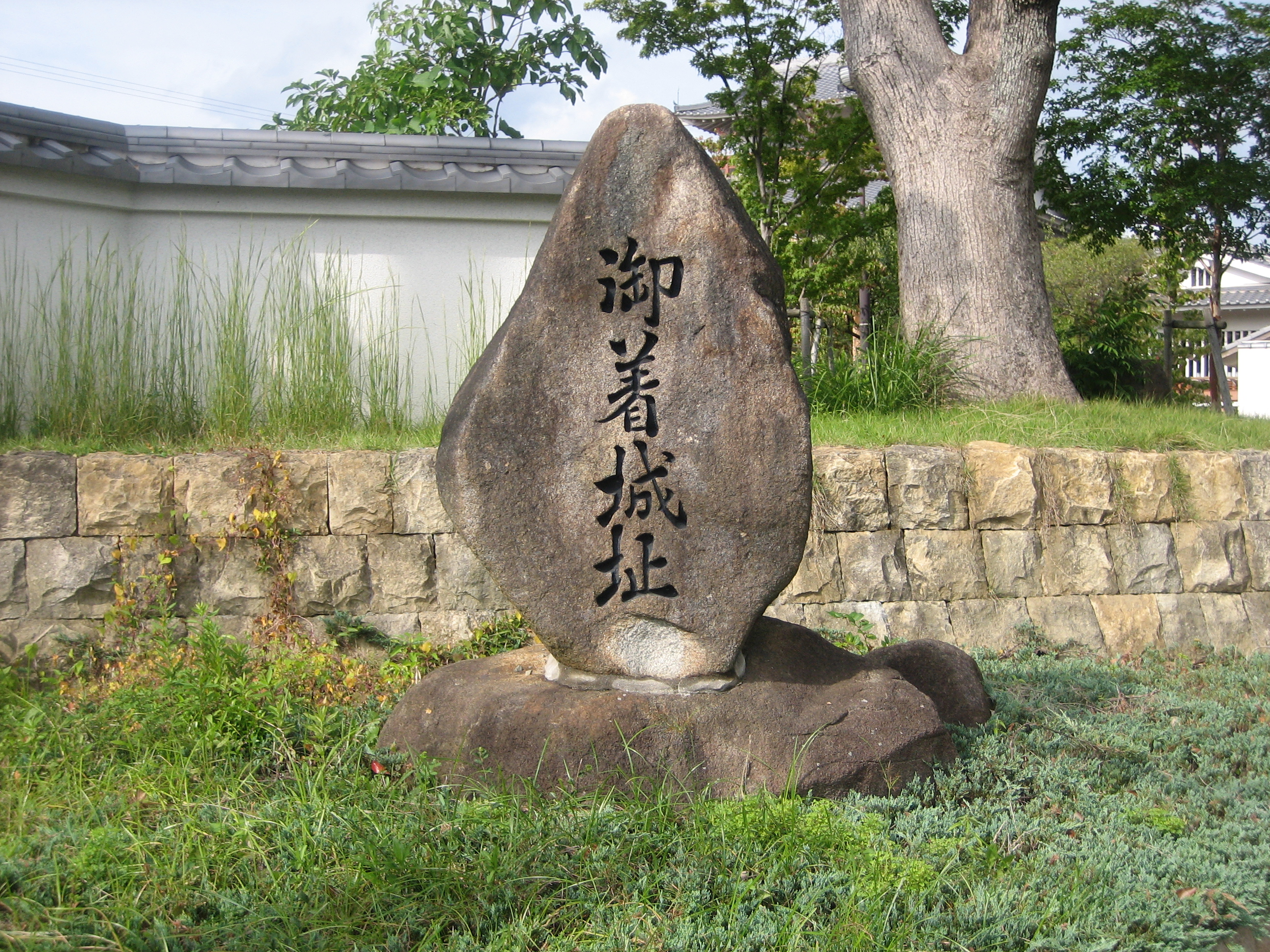
Monument de pierre posé à l'entrée du château.